# أمبروز جاي ميرفي
أمبروز جاي ميرفي (بالإنجليزية: Ambrose J. Murphy)‏ هو مهندس معماري أمريكي، ولد في 12 يوليو 1869 في ورسستر في الولايات المتحدة، وتوفي في 27 مايو 1949 في بروفيدنس في الولايات المتحدة.